# Fausta
Flavia Máxima Fausta (Roma, 293-Roma, 326) fue una princesa romana, hija del emperador Maximiano y de la siria Eutropia. En 307 se casó con Constantino I el Grande, pues su padre quería controlar así la tetrarquía.

## Biografía
Fausta era hija del coemperador de occidente Maximiano y de su esposa Eutropia, de origen sirio, nació en algún momento entre los años 289 y 298 y, según una declaración de su sobrino nieto el emperador Juliano, nació y se crio en Roma. Su padre era Maximiano, que era en ese momento emperador de Occidente con el título de Augusto (cf. Tetrarquía romana); su madre era su esposa, la siria Eutropia. Fausta era así la hermana menor del posterior emperador Majencio y su media hermanastra era Flavia Maximiana Teodora, la segunda esposa del emperador Constancio I.
Cuando en 310 Maximiano se volvió contra Constantino I, Fausta fue la que destapó la conspiración, contribuyendo al fin de su propio padre. Dos años más tarde, presenció en Roma el cruel escarnio que su propio marido hizo con el cuerpo de su cuñado Majencio, al que había derrotado en puente Milvio.
Fausta fue madre de tres futuros emperadores, Constantino II, Constancio II y Constante, y de dos hijas llamadas Constantina y Helena.
Habiendo subido al mayor rango de la sociedad romana, incluso llegó a ser nombrada augusta por su marido, su vida terminó de una manera trágica y miserable: su marido ordenó ahogarla en un baño de agua hirviendo.
Se ha discutido mucho sobre las causas de esta condena a muerte y posterior damnatio memoriae, la no rehabilitación pública de su honor y memoria, siendo la más probable que Fausta mantuviera una relación incestuosa con su hijastro Crispo, o que acusara a este de haber querido violarla para deshacerse de él, potencial enemigo para sus hijos como primogénito de Constantino que era. El emperador ordenó ejecutar a su hijo, y al darse cuenta posteriormente de su inocencia, castigó a la culpable con la pena máxima.
El drama de la muerte de Fausta es el tema principal de la ópera Fausta, de Donizetti.